# Louise d’Orléans (1812–1850)

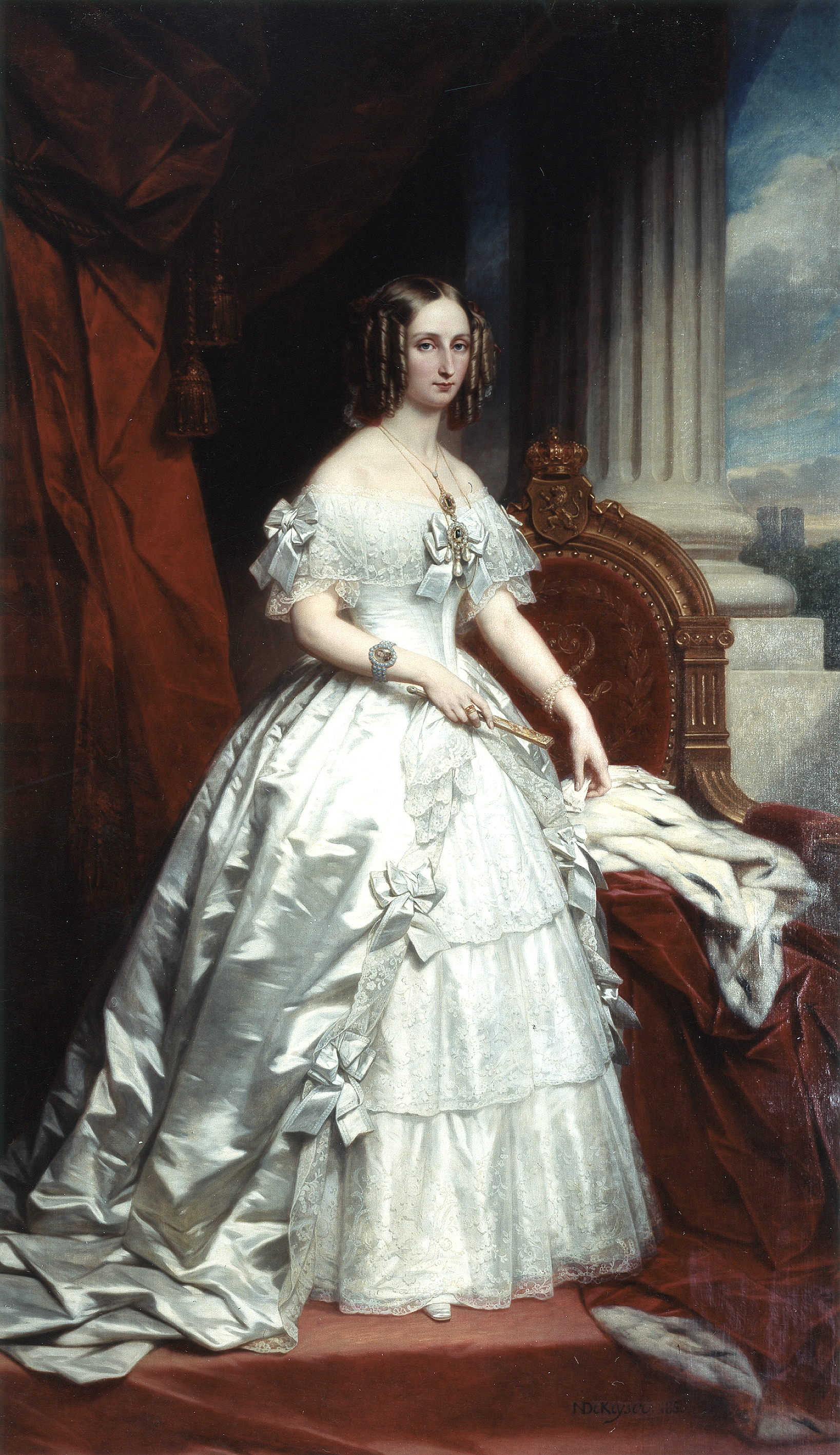
Louise d’Orléans, Porträt von Nicaise de Keyser

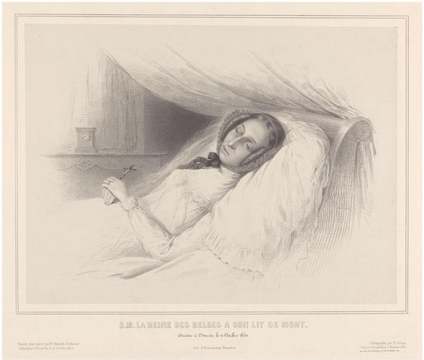
Michel Van Cuyck (1850)

Louise d’Orléans, vollständiger Name Louise Marie Thérèse Charlotte Isabelle d’Orléans, (* 3. April 1812 in Palermo, Sizilien; † 11. Oktober 1850 in Ostende, Belgien) war durch ihre Heirat mit Leopold I. die erste Königin der Belgier.

## Leben
Geboren wurde Louise d’Orléans am 3. April 1812 als älteste Tochter von Louis-Philippe I., des im Jahr 1830 gekrönten französischen Monarchen, und Maria Amalia, Prinzessin von Bourbon und Neapel-Sizilien.
Sie wohnte im Palais-Royal, bis sie und ihre Familie im Jahr 1814 vor Napoleon fliehen mussten. Bis zur Schlacht bei Waterloo und dem Fall Napoleons lebte die Familie im britischen Twickenham. Erst im Jahr 1817 kehrte sie mit ihrer Familie nach Frankreich zurück.
Sie heiratete am 9. August 1832 im französischen Compiègne den König der Belgier Leopold I., Sohn von Herzog Franz I. von Sachsen-Coburg-Saalfeld und der Gräfin Auguste Reuß zu Ebersdorf. Diese Hochzeit war aus politischen Gründen wichtig: Sie sollte die Beziehungen zwischen Frankreich und Belgien verbessern.
Louise d’Orléans bekam vier Kinder, von denen der Erstgeborene, Louis Philippe von Belgien, mit knapp einem Jahr verstarb.
Louise selbst verstarb am 11. Oktober 1850 mit 38 Jahren an Tuberkulose in Ostende, Belgien, in der Sommerresidenz der Königsfamilie. Die Sommerresidenz wird heute als Historisches Museum der Stadt Ostende genutzt (Langestraat 69). Das Sterbezimmer von Louise ist erhalten und kann besichtigt werden. Sie wurde am 13. Oktober 1850 in der Liebfrauenkirche in Brüssel beigesetzt.

## Nachkommen
1. Louis Philippe, Kronprinz von Belgien (1833–1834)
2. Leopold II. (1835–1909), König der Belgier
3. Philipp (1837–1905), Graf von Flandern
4. Charlotte (1840–1927) ⚭ Kaiser Maximilian von Mexiko

## Ehrungen
In Erinnerung an die Königin wurde zwischen 1879 und 1880 ein Park in der Stadt Namur errichtet.